# Sibel Gürsoy
Sibel Gürsoy (Bulgaria, 1978) è una cantante e compositore turca.
Negli anni 2000 ha fatto da corista per diversi artisti quali Emre Altuğ, Tarkan e Serdar Ortaç. Da giovanissimo attira l'attenzione del conservatorio locale, che insiste con la sua famiglia affinché prosegua gli studi di canto. Quindi prende lezioni di musica per 20 anni in conservatorio. 

## Album
- 1999-Gece/Gündüz
- 2012-Yol